# Доббинс, Билл
Билл Доббинс (англ. Bill Dobbins; род. 1943) — американский фотограф, специализирующийся на бодибилдинге, телосложении и фитнес-фотографии. Доббинс хорошо известен по своей работе в фотографировании женщин-культуристов и публикации двух книг с изображениями на эту тему: «Женщины» и «Современные амазонки».
Доббинс был связан с Беном Вейдером и организациями бодибилдинга, такими как IFBB и NPC. Доббинс также является автором журналов о телосложении. Он сотрудничал с Арнольдом Шварценеггером для написания нескольких книг, в том числе «Бодибилдинг для мужчин» и «Новая энциклопедия современного бодибилдинга».

## Карьера и история
После работы в Европе, преимущественно в музыкальной индустрии, Доббинс вернулся в Америку работать радио-продюсером, в первую очередь на WNBC и WABCв Нью-Йорке. В конце концов он переехал в Калифорнию, где стал участвовать в оригинальном тренажёрном зале Зал Славы. В течение этого периода Доббинс встретил несколько мужчин-культуристов, таких как Арнольд Шварценеггер, и провёл пропагандистскую работу для тренажёрного зала. Это привлекло внимание Джо Вейдера, и Доббинс начал писать для журнала Muscle & Fitness, в конечном итоге, стал основателем и главным редактором журнала Flex.

## Интернет
Доббинсом создал ряд фото- и музыкальных сайтов: The Female Physique Webzine/Gallery (www.billdobbins.com) и the Female Physique Art Gallery (www.billdobbins.net) — Фотографии и анкеты женщин-культуристов. Его музыка и песни есть на сайте www.billdobbinsmusic.com, которые он написал.